# Établissement de crédit
Un établissement de crédit est une entreprise dont l'activité consiste, pour son propre compte et à titre de profession habituelle, à recevoir des fonds remboursables du public et à octroyer des crédits. Cette notion est issue du droit de l'Union Européenne, ; il ne conviendrait pas ainsi de l'employer, a priori, pour des entreprises extra-européennes.
Les établissements de crédit sont soumis aux dispositions fréquemment revues du Code monétaire et financier (COMOFI) sont la première des trois catégories d'établissements qui composent le paysage bancaire et financier français qui inclut en plus les organismes de placement collectif en valeurs mobilières (OPCVM) et les entreprises d'investissement.
La crise bancaire et financière de l'automne 2008 apporte de fortes transformations à ces établissements de crédit comme la régulation financière, l'intégration d'objectif de stabilité financière ainsi qu'une réflexion intense sur leur rôle dans l'économie, leur gouvernance et leur contrôle par la société.

## Définition juridique, en France

Schéma présentant les deux notions de banque et celle d'« établissement de crédit »

Un établissement de crédit, selon le droit français, est une personne morale effectuant à titre de profession habituelle des opérations de banque : les opérations de banque comprennent la réception de fonds du public, les opérations de crédit, ainsi que la mise à la disposition de la clientèle ou la gestion de moyens de paiement. La notion d'opération de crédit recouvre en droit français, d'une part l'avance de fonds sous forme de ligne de crédit ou de promesse de ligne de crédit, et d'autre part les engagements par signature, sous forme d'aval, de cautionnement ou de garantie. Ces trois activités constituent ce que l'on appelle le "monopole bancaire". Toutefois, au niveau européen, seule l’activité de réception de fonds du public à titre habituel constitue une activité nécessitant un statut d'établissement de crédit.   
Ces établissements peuvent aussi effectuer des opérations connexes à leurs activités :  
- des opérations de change ;
- des opérations sur or, métaux précieux et pièces ;
- le placement, la souscription, l'achat, la gestion, la garde et la vente de valeurs mobilières et de tout produit financier ;
- le conseil et l'assistance en matière de gestion de patrimoine ;
- le conseil et l'assistance en matière de gestion financière, l'ingénierie financière et d'une manière générale tous les services destinés à faciliter la création et le développement des entreprises, sous réserve des dispositions législatives relatives à l'exercice illégal de certaines professions ;
- Les opérations de location simple de biens mobiliers ou immobiliers pour les établissements habilités à effectuer des opérations de crédit-bail[7].

Les établissements de crédit se distinguent des sociétés de financement qui ne peuvent pas recevoir des fonds du public. 

## Les catégories d'établissements de crédit
Les établissements de crédit sont au nombre de 339 au 31 décembre 2018, à comparer à 672 au 31 décembre 2008.
L'Autorité de contrôle prudentiel et de résolution (ACPR) tient à jour un registre des agents financiers agréés en France dénommé REGAFI qui permet de vérifier l'existence, mais aussi le type d'agrément des banques. 

### Les banques
Les établissements de crédit sont des entités dont l'activité consiste à recevoir des fonds remboursables du public et à octroyer des crédits. Les établissements de crédit sont agréés en qualité de banque, de banque mutualiste ou coopérative, d'établissement de crédit spécialisé (ECS) ou de caisse de crédit municipal. (cf. article L511-9 du CMF).

#### Les banques à statut coopératif
Les banques coopératives (dites parfois, à tort "mutualistes") disposent des mêmes droits, du point de vue de l'activité bancaire. Elles étaient 126, en 2005, (en 5 réseaux régionaux) et disposaient de 15.613 agences. Elles collectent 57 % des dépôts et accordent 38 % des crédits. Leur Gouvernance, celle des sociétés coopératives, fondée sur une forme de démocratie -en théorie- ne leur a pas spécialement permis de faire efficacement face aux difficultés nées de la crise. Selon certains auteurs, ceci tient soit à la mauvaise application, en pratique, des principes coopératifs posés en théorie, soit à l'inadéquation de ces principes aux exigences présentes du métier bancaire,,.
À l'origine des banques coopératives, il n'y a pas que le type de gouvernance qui est différent, mais également le système de crédit. Les banques coopératives pratiquaient le crédit mutuel, d'où vient le nom parfois utilisé de "banque mutualistes". Contrairement au système bancaire où un banquier seul prend le risque de faire crédit, dans un système de crédit mutuel, on mutualise le risque. C'est la communauté qui prend le risque. Les intérêts sur les crédits ne sont pas nécessaires dans un système à crédit mutuel. Dans la théorie pure du crédit mutuel, toute la communauté économique est en circuit fermé. Ainsi tout crédit sur un compte est un débit sur un autre. Chaque achat fait par un coopérateur est fait chez un autre coopérateur. Il y a ainsi une symétrie parfaite entre les dettes et les avoirs. Ainsi il y a adéquation parfaite entre les biens et services en circulation, et la monnaie qui les représente, ce qui exclut l'inflation de type monétaire. 
Depuis la fin du XXe siècle. Les banques coopératives se transforment. Elle pratiquent de moins en mois le crédit mutuel et sont de plus en plus similaire à une banque classique. La symétrie n'est plus assurée quand des achats sont faits dans d'autres systèmes économiques. C'est probablement la cause du fait que ce type de banque ne semble pas plus efficace que la banque classique à faire face à une crise.

### Les caisses de crédit municipal
Les caisses de crédit municipal (établissements publics). Leur activité de banque est faible puisqu'elles ne collectent que 0,1 % des dépôts et n'accordent que 0,2 % des crédits[Quand ?].

### Les établissements de crédit spécialisés
Les établissements de crédit spécialisés (ECS) ne sont généralement pas autorisés à effectuer toutes les opérations de banque. Leur agrément précise les activités qu'ils peuvent exercer dont les plus courantes sont : le crédit à la consommation, le crédit-bail mobilier, le crédit-bail immobilier, le crédit aux entreprises, l'affacturage, les cautions et garanties, etc.
Ce statut d'ECS est entré en vigueur au 1er janvier 2014. Les anciennes sociétés financières sont depuis cette date des ECS sauf si elles ont décidé d'opter pour le statut de "société de financement". Les sociétés de crédit foncier et les sociétés de financement de l'habitat relèvent du statut d'ECS dans la mesure où elles émettent des obligations sécurisées qui constituent de la réception de fonds remboursables du public.

### Les sociétés de financement
Les sociétés de financement sont des entités, autres que des établissements de crédit, qui effectuent des opérations de crédit dans les conditions et limites définies par leur agrément. Ce statut résulte de l'ordonnance n° 2013-544 du 27 juin 2013. Les anciennes sociétés financières, devenues ECS au 1er janvier 2014, pouvaient opter pour le statut de SF dans des conditions simplifiées jusqu'au 30 septembre 2014 au plus tard. Ce statut nécessite de ne pas avoir de fonds remboursables du public et n'est pas applicable aux sociétés de crédit foncier et de financement de l'habitat.

### Les institutions financières spécialisées
Les institutions financières spécialisées qui sont des organismes créés par l'État et dotés de missions publiques. Elles sont aujourd'hui au nombre de 3. L'Agence française de développement, la Caisse de garantie du logement locatif social et Euronext Paris SA.

### Les établissements de paiement
La directive sur les services de paiement, transposée depuis 2009, vise à déréguler les services de paiement et autorise la création d'établissements de paiement. Il s'agit de créer un marché européen davantage harmonisé des services de paiements, l'Espace unique de paiement en euros (SEPA).

## La régulation des établissements de crédit

### L'agrément des établissements de crédit
L'agrément des établissements est régulée par la sous-section 1 de la section 3 du chapitre 1er du Titre 1 du Livre 5 de la partie législative du code monétaire et financier.
Entré en vigueur en novembre 2014, le Mécanisme de surveillance unique (MSU) repose sur une supervision intégrée des établissements de crédit de la zone euro. Ce système permet à la BCE et aux autorités compétentes nationales, dont l’ACPR en France, d’assurer un contrôle sur le secteur bancaire européen, sur la base d’une réglementation, d’une approche et de procédures communes (CRDIV, CRR, les règlements délégués de l’Autorité bancaire européenne…). Depuis le 4 novembre 2014, la Banque Centrale Européenne est seule compétente pour agréer tous les établissements de crédit des États participant au MSU et la validation des acquisitions de participations qualifiées pour l’ensemble des établissements de la zone euro.
La BCE exerce une surveillance directe (agrément, contrôle permanent et contrôle sur place) pour les établissements bancaires considérés comme "importants", en collaboration avec l’ACPR, autorité nationale compétente. L’ACPR supervise les institutions dites "moins importantes" en France, sous le contrôle et dans le cadre défini par la BCE. Cette dernière exerce ainsi une supervision indirecte de ces établissements.
La BCE a mis en place un guide d'évaluation des demandes d'agrément des établissements de crédit FinTech.

### Le contrôle des établissements de crédit
Ils sont soumis à l'agrément de la BCE et au contrôle de la BCE ou de l'ACPR selon leur taille et la qualification ou non d'"institution systémique" (SIFIs - Systemically Important Financial Institutions) ou banque systémique définies comme celles dont " la faillite désordonnée, en raison de leur taille, complexité et de leur interconnexion systémique, causerait des troubles importants au système financier dans son ensemble et à l'activité économique ". 
La liste des établissements systémiquesest régulièrement mise à jour. 
La BCE a publié en 2014 un Guide relatif à la surveillance bancaire précisant les conditions de fonctionnement de son contrôle dans le cadre du MSU.

### Mécanisme de résolution unique
Au 1er janvier 2015, il est devenu compétent pour l’élaboration des plans de résolution des établissements de crédit d’importance significative qui sont soumis à la supervision directe de la BCE au titre du Mécanisme de supervision unique (MSU), des entreprises d’investissement lorsqu’elles sont filiales d’un établissement de crédit relevant du MRU et des établissements transfrontaliers relevant de sa responsabilité. Depuis le 1er janvier 2016, il est également compétent pour l’adoption des décisions de résolution concernant ces établissements. Les autorités de résolution nationales restent, quant à elles, exclusivement compétentes pour adopter les décisions à l’égard des autres établissements.

## La commercialisation des services des établissements de crédit
Les évolutions conjointes de la Réglementation bancaire et financière, d'une part, et celles - considérables - des canaux de distribution, d'autre part, conduisent à considérer que les établissements de crédit sont à la fois des « producteurs » de services financiers (à ce titre, ils en sont principalement les gestionnaires de risques) et les « distributeurs » de ces produits et services financiers. Mais les établissements de crédit perdent, peu à peu, du terrain dans la distribution des services financiers, alors qu'ils demeurent en monopole dans la production et la gestion des risques financiers.[évasif]
Ce mouvement de dissociation entre la production et la distribution est l'un des plus notables de la finance contemporaine. Il est parfois nié, dans tous les cas, controversé. Il est assez mal mesuré statistiquement (la part des IOBSP dans la distribution de nouveaux crédits immobiliers aux particuliers, par exemple, avoisinerait un quart du total distribué en 2011).
La distribution, ou la commercialisation, financière présente deux caractéristiques : la diversification des canaux de vente et le développement de nouveaux professionnels de la banque, les intermédiaires bancaires, indépendants des établissements de crédit.
Les canaux de distribution se diversifient : agences, mais également internet, téléphone fixe, téléphone mobile, courrier... et tous les chevauchements et possibilités croisées entre ces canaux de vente (qui sont, par ailleurs, des canaux de contact avec les établissements de crédit).
Les intermédiaires bancaires se renforcent et se développent : Conseiller en investissements financiers (CIF) ou Conseiller en gestion de patrimoine, pour l'épargne et la gestion d'actifs ; ou Intermédiaire en opérations de banque et en services de paiement (IOBSP) pour les crédits, les opérations de banque et les paiements. Ces intermédiaires aident les clients, préparent les dossiers, favorisent la compréhension de l'offre bancaire, négocient les tarifs, pratiquent la sélection indépendante des produits et concourent aux choix de produits adaptés aux différents profils de clients.
Une distribution davantage indépendante de la production/gestion des risques financiers, procure, pour certains, des avantages en matière d'efficacité de choix et d'indépendance des consommateurs (en particulier, elle favorise certainement la mobilité bancaire des clients, enjeu fort pour une concurrence fluide). Mais elle transforme fondamentalement la question de la protection des consommateurs, à laquelle l'action des intermédiaires et le rôle des canaux de distribution doit s'adapter 
.
Depuis l'ordonnance 2016-351 du 25 mars 2016, la commercialisation des crédits aux particuliers repose sur des principes communs et partagés, quels que soient les vendeurs de crédits. La France a choisi de différer leur mise en application, entre le 1er juillet 2016 et le 21 mars 2019.